# Rodolfo Vanoli
Rodolfo Vanoli, italijanski nogometaš in trener, * 11. januar 1963, Gavirate, Italija.

## Življenjepis
Vanoli je celotno člansko kariero igral v italijanskih ligah Serie A in Serie B. Najdlje je igral za Lecce, za katerega je med letoma 1984 in 1989 odigral 165 prvenstvenih tekem in dosegel štiri gole.
Trenersko kariero je začel v švicarski ligi, kjer je treniral Mendrisio-Stabio, Lugano in Bellinzona. Med letoma 2007 in 2011 je deloval pri italijanskih klubih Udinese Primavera, Olimpia Colligiana in Pordenone Calcio. Od leta 2012 deluje v prvi slovenski ligi, kjer je med letoma 2012 in 2014 ter leta 2015 vodil Koper in z njim osvojil pokal Slovenije in Superpokal ter zaigral v kvalifikacijah za ligo Evropa, leta 2016 pa je bil trener Olimpije, s katero je osvojil naslov državnega prvaka. 